# Scott Chipperfield
Scott Chipperfield, född 30 december 1975 i Sydney i Australien, är en australisk fotbollsspelare som för närvarande spelar som försvarare/mittfältare för FC Aesch, dit han kom från FC Basel i Axpo Super League. Han har både australiskt och schweiziskt medborgarskap.
Chipperfield är en ständig medlem i Australiens landslagstrupp och spelade tidigare för Wollongong Wolves i sitt hemland. Han gick till FC Basel 2001 efter att ha provspelat för engelska Bolton Wanderers FC den tidigare vintern.
Han blev utvald att spela för australiska landslaget vid VM i fotboll 2006 och var med då laget besegrade Uruguay i november 2005 för att få kvala till VM.
Vid VM spelade han både som mittfältare och försvarare och ansågs vara en av lagets bästa spelare under turneringen. Kort efter mästerskapet fick han ett bud från Charlton Athletic om att spela för dem, men FC Basel meddelade att han hade skrivit på en förlängning av hans kontrakt som löper fram tills i juni 2009.
Chipperfield har sagt att han är villig att återvända till Wollongong för att spela fotboll i framtiden om ett lag från Wollongong lyckas ta sig till A-League.
Han har vunnit Johnny Warren-medaljen två gånger för att ha varit den bästa spelaren i Australiens liga.